# 奥朗县
奥朗县，一译奥良县，是柬埔寨蒙多基里省下辖的一个县。
据1998年人口普查，此县共有2,473人。